# Listă de compozitori de muzică pop din România
Lista următoare cuprinde numele unor compozitori de muzică pop din România; sunt amintite și câteva date personale pentru a facilita obținerea unei vederi de ansamblu asupra creației românești de gen. Pentru compozitorii implicați și în alte genuri muzicale, realizările respective nu vor doar amintite aici (pe coloana „Alte preocupări”). Mai multe informații despre fiecare compozitor în parte se pot obține prin consultarea articolelor ce le sunt dedicate.

### C
| Numele compozitorului | Data nașterii | Locul nașterii | Origine | Data morții | Debutul    | Compoziții          | Alte preocupări                                                        |
| --------------------- | ------------- | -------------- | ------- | ----------- | ---------- | ------------------- | ---------------------------------------------------------------------- |
| Ștefan Corbu          | 11.01.1978    | București      | român   | —           | Lânga mine | Despărțire, Visează | membru al formației KORD, cântăreț, textier, aranjor, inginer de sunet |

### M
| Numele compozitorului | Data nașterii | Locul nașterii | Origine | Data morții | Debutul | Compoziții                                 | Alte preocupări      |
| --------------------- | ------------- | -------------- | ------- | ----------- | ------- | ------------------------------------------ | -------------------- |
| Marius Moga           | 30.12.1981    | Alba Iulia     | român   | —           | Noaptea | 7 seconds, Ani de liceu 2002, Ți-am promis | cântăreț, producător |